# Lo Rocós
Lo Rocós (en francès Le Recoux) és un municipi del departament francès del Losera, a la regió d'Occitània.